# Luke Murianka

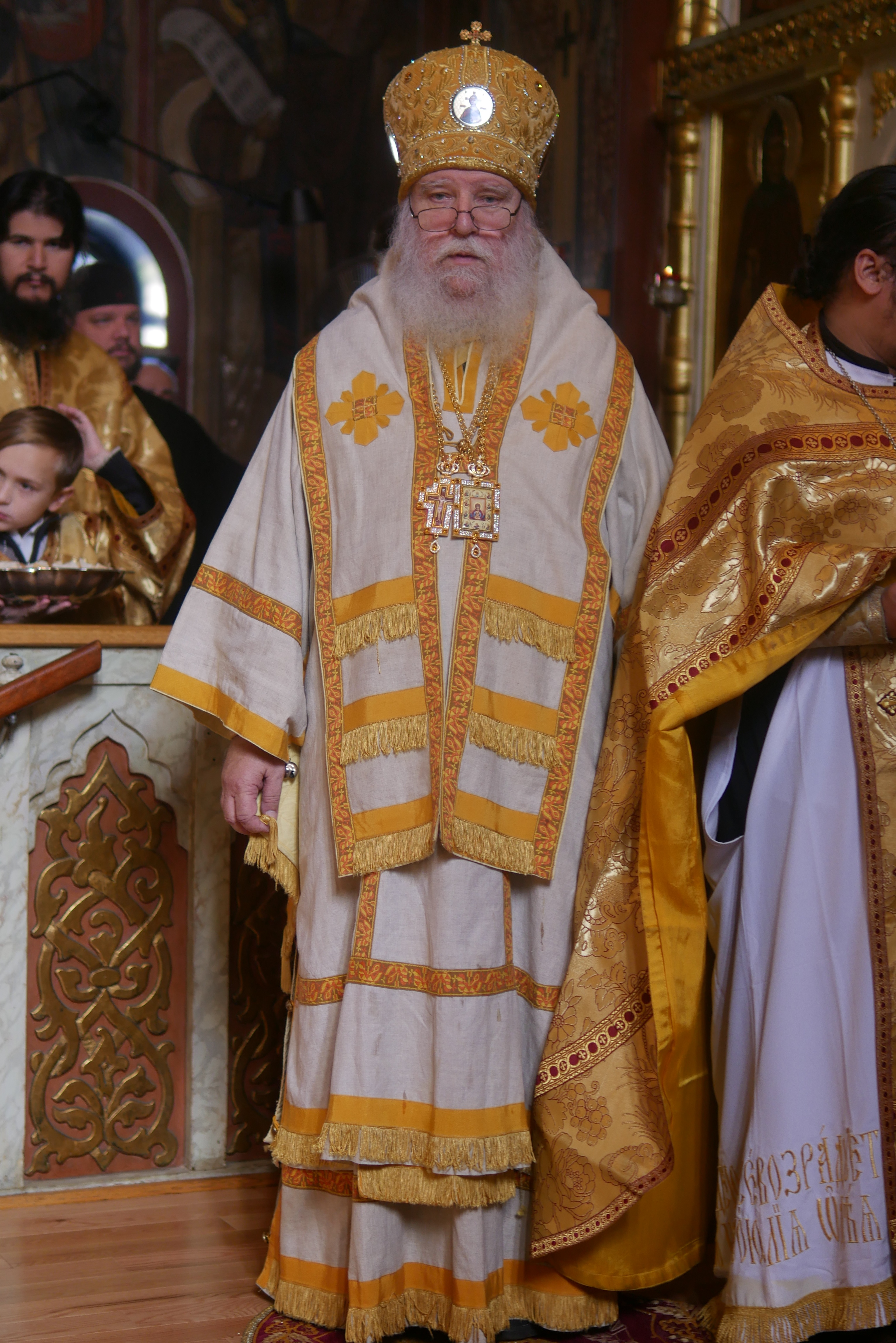
Bischof Luke Murianka (2022)

Bischof Luke Murianka (weltlicher Name Mark Murianka; * 10. November 1951 in Philadelphia, USA) ist ein Geistlicher der Russischen Orthodoxen Kirche im Ausland, Bischof von Syracuse und Vikar der Diözese von Ostamerika, Abt des Klosters Holy Trinity nahe Jordanville, Herkimer County, New York sowie Rektor des angeschlossenen Holy Trinity Orthodox Seminary.

## Leben
Mark Murianka wurde am 10. November 1951 in Philadelphia, Pennsylvania geboren. Seine Eltern stammten aus Transkarpatien und gehörten der Bevölkerungsgruppe der Russinen an. Er schloss 1973 ein Bachelorstudium in Russistik am Hartwick College in Oneonta, New York ab. Im Jahr 1976 wurde er Novize am Holy-Trinity-Kloster bei Jordanville, New York. Am dortigen Seminar absolvierte 1978 er ein grundständiges Studium (B.Th.) in Theologie und wurde im Folgejahr Lehrer für Apologetik, Neues Testament und Komparative Theologie. Mit dem Erhalt des kleinen Schema 1980 wurde er zum Mönch des Klosters. Ein Jahr später beendete er sein Masterstudium in Russistik an der Syracuse University und noch im selben Jahr empfing er am 12. Juli durch Bischof Laurus Schkurla die Priesterweihe. Kurz darauf wurde er 1982 Dean of Students, ein Ansprechpartner und Berater für Studierende des Seminars. Im Jahr 1991 erhielt er den Titel des Hegumens. Zum Abt wurde er jedoch erst im Mai 2008 gewählt und am 6. September zum Rektor der Hochschule ernannt. Ein Jahr zuvor nahm er an der Wiedervereinigungszeremonie (18.–20. April 2007) der ROKA mit dem Moskauer Patriarchat teil.
Rund ein Jahrzehnt später, nach Wahl durch die Bischofssynode der ROKA und Zustimmung des Heiligen Synod der Russisch-Orthodoxen Kirche (beides im Dezember 2018), empfing Murianka am 12. Februar des Jahres 2019 die Bischofsweihe und erhielt die Aufgabe des Vikars der Diözese von Ostamerika und New York. Den Gottesdienst leitete der Ersthierarch der ROKA, Metropolit Hilarion (Kapral).

## Veröffentlichungen (Auswahl)
Luke Murianka publiziert hauptsächlich Aufsätze und Essays über Orthodox Life (ehemals Printmagazin, heute Webpublikation des Klosters) und über das vom späteren Bischof Tichon (Schewkunow) gegründete Webportal Pravoslavie.ru.
- New Age Philosophy, Orthodox Thought, and Marriage. In: Orthodox Life. 3 1997.
- Aleksei Khomiakov: A Study of the Interplay of Piety and Theology.[3]
- Reflections on the 200th Anniversary of the French Revolution.[4]
- Concerning the Tradition of Long Hair and Beards.[5]
- A Patristic Reading of Flaubert’s Madame Bovary.[6]